# Antonín Jedlička (kněz)
Antonín Paduánský Jedlička (10. června 1887 Vrbčany – 5. listopadu 1915 Gries, Bolzano) byl český katolický kněz, doktor teologie, adjunkt teologické fakulty, biblista, exegeta, přispěvatel Časopisu katolického duchovenstva. Jeho nejvýznamnějším dílem je exegetická studie Melchisedech předobrazem Kristovým.

## Život
Antonín Jedlička se narodil v roce 1887 ve středočeských Vrbčanech jako nejstarší syn Josefa Jedličky z Vrbčan a Anny Češpivové z Borku v tehdy nově postaveném č.p. 65.
Po absolvování gymnázia vstoupil do kněžského semináře v Praze. 17. července 1910 byl vysvěcen na kněze. V r. 1913 zahájil doktorské studium na vídeňském Frintaneu, které r. 1915 úspěšně završil složením rigorózních zkoušek cum applausu a ziskem titulu doktor teologie.
Působil jako kaplan postupně ve Stříbře, Obříství, Vliněvsi a opět v Obříství, které bylo zároveň jeho posledním působištěm.
V letech 1914–1915 přispíval recenzemi a odbornými články do Časopisu katolického duchovenstva. Při práci využíval cizojazyčným pramenů různých jazyků a věnoval se jak výkladům úryvků Písma, tak například boji proti racionalistické exegezi.
Trpěl tuberkulózou a v roce 1915 se vydal na léčení do lázní v jihotyrolském Griesu u Bolzana, které tehdy ještě náležely Rakousko-Uhersku a jež se na tento typ nemoci specializovaly. 5. listopadu 1915 zde nemoci podlehl a byl zde také pohřben, když probíhající válečný konflikt znemožnil převoz jeho ostatků do Čech.
(Z)ákeřná choroba hlodala na stromě života mladého, skromného, učeného, k nejlepším nadějím na poli vědecké literatury české plnou měrou opravňujícího a vzorného kněze, tak že ani teplý slunný jih mu neprospěl. (…) A s ním co pochováno nadějí, jež v něho plným právem byly kladeny i jeho učiteli, i jeho kolegy, i jeho přáteli!
Josef Hronek, 

### Monografie
- Melchisedech předobrazem Kristovým (1915) – exegetická studie, která vycházela časopisecky na pokračování a posléze byla vydána samostatně

### Články vČasopisu katolického duchovenstva
- Vydání Vulgaty – odborný článek; ročník 1914, číslo 2+3
- Žalm 108. – odborný článek; ročník 1914, číslo 2+3 – odborný článek; ročník 1914, číslo 2+3
- Evangelium sv. Marka, hlava 3, verš 21. – odborný článek; ročník 1914, číslo 2+3
- Co mně a tobě, ženo? /Jan 2, 4./ – odborný článek; ročník 1914, číslo 2+3
- Evangelium sv. Matouše 1, 16. – odborný článek; ročník 1914, číslo 4
- O cestě sv. Pavla do Španěl – odborný článek; ročník 1914, číslo 4
- Kdo vrhl r. 64 podezření na křesťany? – odborný článek; ročník 1914, číslo 6+7
- Spor o pravost svědectví Josefa Flavia o Kristu – odborný článek; ročník 1914, číslo 6+7
- Savremena biblijska pitanja – recenze; ročník 1914, číslo 6+7
- Die Stellung Jesu zum alttestamentlichen Gesetz – recenze; ročník 1914, číslo 6+7
- Antike Jesus-Zeugnisse – recenze; ročník 1914, číslo 6+7
- Zajímavý doklad přesnosti sv. Lukáše – odborný článek; ročník 1914, číslo 8
- Hakeldama – odborný článek; ročník 1914, číslo 8
- Sv. apoštola Pavla dva listy k Soluňanům – recenze; ročník 1914, číslo 8
- Christus in seiner Präexistenz und Kenose – recenze; ročník 1914, číslo 8
- Heiland und Erlösung – recenze; ročník 1914, číslo 8
- Katechismus der biblischen Hermeneutik – recenze; ročník 1914, číslo 8
- O aramejštině v Novém zákoně – odborný článek; ročník 1914, číslo 9
- Das Buch Kohelet – recenze; ročník 1914, číslo 9
- Die echte biblisch-hebräische Metrik – recenze; ročník 1914, číslo 9
- De poesi Hebraeorum in Veteri Testamento conservata – recenze; ročník 1914, číslo 9
- La thèologie de Saint Paul – recenze; ročník 1914, číslo 10
- Jesus Christus. Apologie seiner Messianität und Gottheit gegenüber der neuesten ungläubigen Jesus-Forschung – recenze; ročník 1914, číslo 10
- Florilegium hebraicum – recenze; ročník 1914, číslo 10
- Melchisedech předobrazem Kristovým (1/6) – studie; ročník 1915, číslo 1
- Melchisedech předobrazem Kristovým (2/6) – studie; ročník 1915, číslo 2
- Melchisedech předobrazem Kristovým (3/6) – studie; ročník 1915, číslo 3
- Melchisedech předobrazem Kristovým (4/6) – studie; ročník 1915, číslo 5
- Einleitung in die Hl. Schrift des A. und N. Testamentes – recenze; ročník 1915, číslo 5
- Als die Zeit erfüllt war – recenze; ročník 1915, číslo 5
- Kompendium der palästinischen Altertumskunde – recenze; ročník 1915, číslo 5
- Melchisedech předobrazem Kristovým (5/6) – studie; ročník 1915, číslo 6+7
- Řeč sv. Pavla na Areopagu a Appollonios z Tyany – odborný článek; ročník 1915, číslo 6+7
- Dr. Jos. Slabý: Sion a město Davidovo ve světle nejnovějších objevův – recenze; ročník 1915, číslo 6+7
- Der Hebräerbrief erklärt – recenze; ročník 1915, číslo 6+7
- Prozřetelnost Boží a válka – recenze; ročník 1915, číslo 6+7
- Host z nebe – recenze; ročník 1915, číslo 6+7
- Melchisedech předobrazem Kristovým (6/6) – studie; ročník 1915, číslo 8